# Paronychia pontica
Paronychia pontica — вид квіткових рослин родини гвоздикових (Caryophyllaceae).

## Поширення
Болгарія, Туреччина, Україна.